# The Look of Love (album)
Pour les articles homonymes, voir The Look of Love.
Albums de Diana Krall
When I Look in Your Eyes
(1998) Live in Paris
(2002)
The Look of Love est le sixième album de la pianiste et chanteuse de jazz Diana Krall paru en 2001 sur le label Verve.

## Réception
Sur AllMusic, Ken Dryden écrit qu'« il y a ici beaucoup de compositions intenses, y compris les standards tels que I Remember You, The Night We Called It a Day et I Get Along Without You Very Well, mais l'ensemble des morceaux manquent d'imagination et sont souvent sirupeux ce qui se répercute sur les performances » et il ajoute aussi à propos de la pochette de l'album où Krall apparaît bras et jambes dénudées, « que ce CD Verve emballé de façon assez ridicule semble être manifestement une tentative pour la transformer en une icône pop, un sex-symbol à lancer » pour finalement conclure que « si vous êtes à la recherche d'une musique de fond sans véritable défi, ceci convient, mais les amateurs de jazz sont invités à aller examiner à la place les versions précédentes de Krall ».
En octobre 2006, The Look of Love reçoit 7 albums de Platine pour ses 700 000 albums vendus et l'album s'est également placé à la 9e place du Billboard 200,.

## Titres
| N°  | Titre                                                | Compositeur                           | Durée |
| --- | ---------------------------------------------------- | ------------------------------------- | ----- |
| 1.  | 'S Wonderful                                         | George Gershwin, Ira Gershwin         | 4:29  |
| 2.  | Love Letters                                         | Edward Heyman, Victor Young           | 4:56  |
| 3.  | I Remember You                                       | Johnny Mercer, Victor Schertzinger    | 3:56  |
| 4.  | Cry Me a River                                       | Arthur Hamilton                       | 5:03  |
| 5.  | Besame Mucho                                         | Sunny Skylar, Consuelo Velazquez      | 6:40  |
| 6.  | The Night We Called It a Day                         | Tom Adair, Matt Dennis                | 5:42  |
| 7.  | Dancing in the Dark                                  | Howard Dietz, Arthur Schwartz         | 5:48  |
| 8.  | I Get Along Without You Very Well (Except Sometimes) | Hoagy Carmichael, Jane Brown Thompson | 3:44  |
| 9.  | The Look of Love                                     | Burt Bacharach, Hal David             | 4:41  |
| 10. | Maybe You'll Be There                                | Rube Bloom, Sammy Gallop              | 5:31  |

## Enregistrement
Les titres sont enregistrés aux Avatar Studios à Manhattan et aux Capitol Studios à Hollywood (Los Angeles). L'album est référencé : Verve 549846. L'ingénieur Al Schmitt reçoit en 2001 un Grammy Award (Best Engineered Recording, Non Classical) pour le morceau The Look of Love.
| Musicien                  | Instrument   | Titre          |  | Équipe technique |                  |
| ------------------------- | ------------ | -------------- |  | ---------------- | ---------------- |
| Diana Krall               | piano, chant | 1—10           |  | Tommy LiPuma     | producteur       |
| Dori Caymmi               | guitare      | 1              |  | Al Schmitt       | ingénieur        |
| Romero Lubambo            | guitare      | 7, 9           |  |                  |                  |
| Russell Malone            | guitare      | 2, 4, 6, 8, 10 |  |                  |                  |
| John Pisano               | guitare      | 3, 5           |  |                  |                  |
| Luis Conte                | percussion   | 7, 9           |  | Doug Sax         | mastering        |
| Paulinho Da Costa         | percussion   | 1, 3, 5        |  |                  |                  |
| Peter Erskine             | batterie     | 2, 4, 6-10     |  | Bruce Weber      | photographie     |
| Jeff Hamilton             | batterie     | 1, 3, 5        |  | Jane Shirek      | photographie     |
| Christian McBride         | contrebasse  | 1—10           |  |                  |                  |
| London Symphony Orchestra | orchestre    | 1—10           |  | Claus Ogerman    | chef d'orchestre |

## Certifications
| Pays   | Association | Certification | Ventes/Équivalence |
| ------ | ----------- | ------------- | ------------------ |
| France | SNEP        | platine       | 300 000            |